# Час бажань (фільм)
«Час бажань» (рос. «Время желаний») — радянський драматичний кінофільм 1984 року. Фільм удостоєний Державної премії РРФСР імені братів Васильєвих за 1986 рік.

## Сюжет
Події відбуваються в СРСР, в 1980-х роках. Світлана Василівна (Віра Алентова) — молода, енергійна жінка, що часто змінює роботу, вона звикла добиватися цілей, які вона собі поставила в житті. Її чергове бажання — вийти заміж за «творчого, інтелігентного» чоловіка (її колишній співмешканець виявився одруженою, грубою, невихованою людиною, що вимагала у Світлани гроші). Після тривалих пошуків вона зупинила свій вибір на немолодому, але вихованому, інтелігентному чиновнику Володимиру Дмитровичу Лобанову (Анатолій Папанов). Життя обох стало спокійним і щасливим.
Однак Світлана відразу починає розпоряджатися долею і кар'єрою Володимира Дмитровича, тоді як він всього лише хотів спокійного сімейного щастя з коханою жінкою. Використовуючи нові зв'язки, Світлана готується до вигідного обміну квартири, придбання дачі, влаштовує сина Володимира Дмитровича на престижну роботу за кордоном, домагається (всупереч бажанню Володимира Дмитровича) підвищення його самого за посадою. Однак на більш відповідальній (судячи з появи персональної автомашини) роботі Володимир Дмитрович відчуває більше стресів і вмирає від розриву серця.

## У ролях
| Актор                | Роль                                    |
| -------------------- | --------------------------------------- |
| Віра Алентова        | Світлана Василівна                      |
| Анатолій Папанов     | Володимир Дмитрович Лобанов             |
| Тетяна Єгорова       | Міла подруга Світлани                   |
| Владислав Стржельчик | композитор Микола Миколайович           |
| Олексій Михайлов     | Валерій колишній співмешканець Світлани |
| Володимир Антоник    | Діма син Володимира Дмитровича          |
| Станіслав Житар      | лікар Льоша Єремєєв                     |
| Людмила Стоянова     | Лідія подруга Світлани                  |
| Едуард Ізотов        | Олег Іванович начальник Лобанова        |
| Борис Іванов         | Андрій Сергійович давній друг Лобанова  |
| Зоя Степанова        | дружина Андрія Сергійовича              |
| Вадим Грачов         | обмінник                                |
| Сергій Голованов     | літній обмінник                         |
| Валентина Ушакова    | квартирна хазяйка                       |
| Євген Марков         | гість на весіллі                        |

## Знімальна група
- Режисер:  Юлій Райзман
- Автор сценарію: Анатолій Гребнєв
- Оператор:  Микола Олоновський
- Художник-постановник:  Тетяна Лапшина
- Композитор  Олександр Бєляєв